# FKBP2
FKBP2 (англ. FK506 binding protein 2) – білок, який кодується однойменним геном, розташованим у людей на короткому плечі 11-ї хромосоми. Довжина поліпептидного ланцюга білка становить 142 амінокислот, а молекулярна маса — 15 649.
| 10         |  | 20         |  | 30         |  | 40         |  | 50         |
| ---------- |  | ---------- |  | ---------- |  | ---------- |  | ---------- |
| MRLSWFRVLT |  | VLSICLSAVA |  | TATGAEGKRK |  | LQIGVKKRVD |  | HCPIKSRKGD |
| VLHMHYTGKL |  | EDGTEFDSSL |  | PQNQPFVFSL |  | GTGQVIKGWD |  | QGLLGMCEGE |
| KRKLVIPSEL |  | GYGERGAPPK |  | IPGGATLVFE |  | VELLKIERRT |  | EL         |

A: Аланін

C: Цистеїн

D: Аспарагінова кислота

E: Глутамінова кислота

F: Фенілаланін

G: Гліцин

H: Гістидин

I: Ізолейцин

K: Лізин

L: Лейцин

M: Метіонін

N: Аспарагін

P: Пролін

Q: Глутамін

R: Аргінін

S: Серин

T: Треонін

V: Валін

W: Триптофан

Кодований геном білок за функціями належить до ізомераз, ротамаз. 
Локалізований у мембрані, ендоплазматичному ретикулумі.